# Forsterita
La forsterita es un mineral de la clase de los nesosilicatos, y dentro de esta pertenece al llamado grupo del olivino. Fue descubierta en 1824 cerca del monte Vesubio en la región de la Campania (Italia), existiendo controversia acerca de en honor de quién se le puso nombre, según unos autores fue por Adolarius J. Forster, inglés recolector de minerales en el siglo XVIII, mientras que según otros por Johann Forster, naturalista alemán. Sinónimos poco usados son: boltonita, peridoto blanco u olivino blanco.

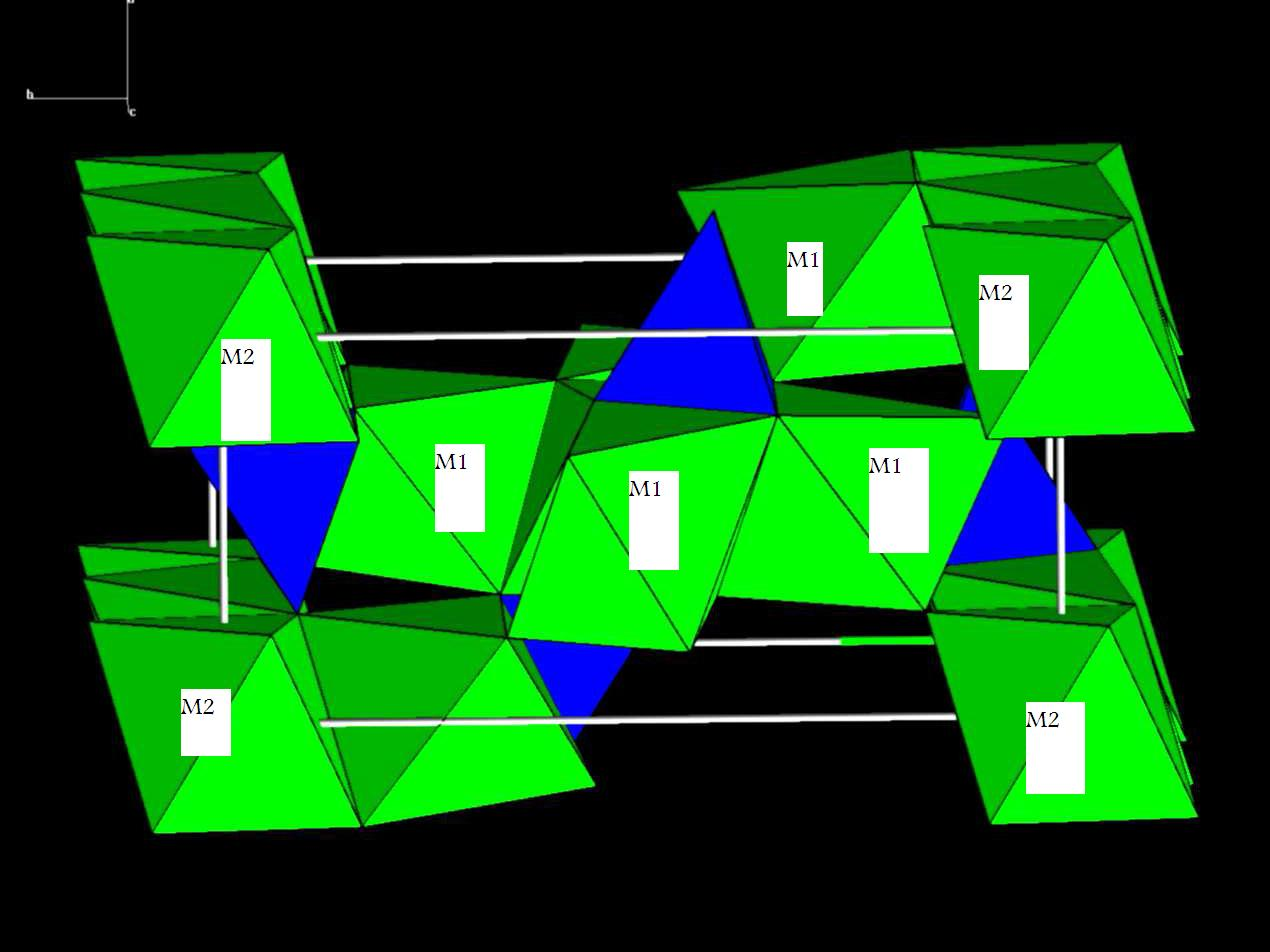
Estructura cristalina.

## Características químicas
Es un mineral silicato de magnesio, trimorfo con la ringwoodita y la wadsleyita, los tres conocidos por su presencia en meteoritos.
Se encuadra dentro del grupo de olivino, que son ortosilicatos simples, siendo la forsterita el equivalente con magnesio de otros minerales de dicho grupo como son: fayalita ((Fe2+)2SiO4), tefroíta ((Mn2+)2SiO4) o el olivino-cálcico ((Ca2+)2SiO4).
Forma dos series de solución sólida, una de ellas con la fayalita, en la que la sustitución gradual del magnesio por hierro va dando los distintos minerales de la serie. Una segunda serie es la que forma con la tefroíta, en la que se va sustituyendo el magnesio por manganeso.
Además de esta composición química, con frecuencia lleva como impureza hierro.

## Formación y yacimientos
Aparece con cierta frecuencia en rocas ígneas de tipo ultramáfico. También en rocas metamórficas del tipo mármoles dolomíticos.
También ha sido encontrada en el interior de meteoritos, así como en el polvo que sueltan los cometas.
Suele encontrarse asociado a otros minerales como: enstatita, plagioclasa, flogopita, magnetita, cromita, antigorita, dolomita, brucita, diópsido, corindón, anfíboles, calcita, espinela o augita.

## Usos
La variedad de forsterita llamada peridoto es una gema usada en joyería.